# Danza in Corea

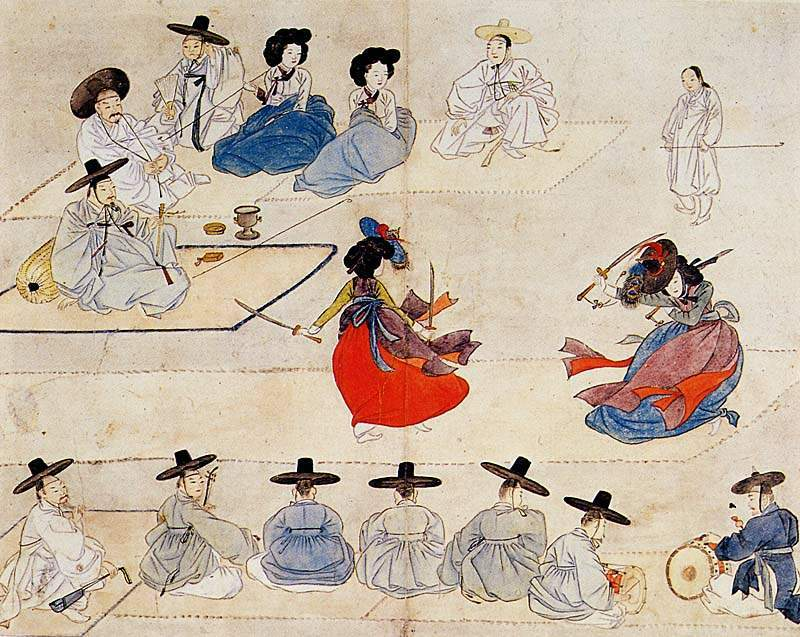
Danzare con due spade dal Hyewon pungsokdo, rappresentante un'esibizione di geommu (danza con le spade) durante la dinastia Joseon.

La danza in Corea ha origini antiche che risalgono al periodo di Gojoseon (2333 a.C.-60 a.C.). Esistono numerosi tipi di danze, che si possono raggruppare in danze folcloristiche e danze di corte. Esse erano spesso eseguite durante banchetti tenuti alla corte reale, oppure durante cerimonie popolari in onore della pace e prosperità dei villaggi.

## Storia
Le danze coreane nascono durante il periodo di Gojoseon (2333 a.C.-60 a.C.). con alla base motivazioni religiose legate alla coltura dei campi. I contadini, infatti, eseguivano danze come sacrifici offerti agli dei per assicurarsi buona prosperità del raccolto. Tutto era strettamente legato alla natura, infatti le danze e i movimenti valorizzano gli elementi naturali e l'universo prendendo ispirazione da essi. Le danze erano anche fondamentali nella sfera della socialità, dell'espressione di se stessi e comunicazione con gli altri.
Le esibizioni non erano eseguite solamente dai danzatori, ma coinvolgevano l'intero pubblico. Non esistevano confini tra ballerini e spettatori, e spesso l'improvvisazione, dettata da un sentimento condiviso, finiva col coinvolgere tutti. Solamente dopo l'occupazione giapponese della penisola, con l'afflusso della cultura occidentale, la danza tradizionale si spostò dalle strade al teatro, diventando un'arte teatrale. A partire dal 1964, le danze tradizionali sono state incluse nella lista delle cosiddette "Proprietà culturali immateriali" insieme ad altri 119 elementi della cultura coreana per poterle preservare.

## Tipologie

### Danze tradizionali

#### Nongak
Nella società agricola dei tempi, una delle danze più diffuse era la nongak (농악?, letteralmente "balli e musica contadini"). Questa danza contadina veniva eseguita durante le feste contadinesche. Solitamente, un grande albero veniva decorato con campanellini, un intrattenitore (anche lui, un contadino) suonava dei tamburi e attorno ad esso il popolo, vestito con gli abiti migliori in suo possesso, celebrava bevendo, ballando, cantando e mangiando. I movimenti erano semplici: battiti di mani e piedi, in posizione eretta, guardando il cielo, o curvi, guardando la terra. I ballerini indossano come copricapo un lungo pezzo di tessuto bianco che, muovendo il collo con movimenti circolari, ruota su se stesso producendo un effetto magnetico. In epoca moderna, la nongak è eseguita da ballerini professionisti che ruotano su se stessi, saltando e suonando i tradizionali tamburi attorno ad altri musicisti e ballerini radunati al centro del cerchio. 

#### Talchum
In origine queste danze, eseguite indossando delle maschere, avevano scopi religiosi e purificatori. Il nome talchum si riferiva solo ai balli di maschera nella provincia di Hwanghae, mentre venivano chiamati in modi diversi a seconda della provincia. In Corea del Sud si contano 12 tipi di balli in maschera. Ogni regione ha le sue maschere e danze, e a località diverse del paese corrispondono diversi temi, stili e costumi. Ogni maschera rappresentava un determinato ceto sociale, anche per satira. I più usati sono il nobile, il monaco, la moglie, la vanitosa e il servo.

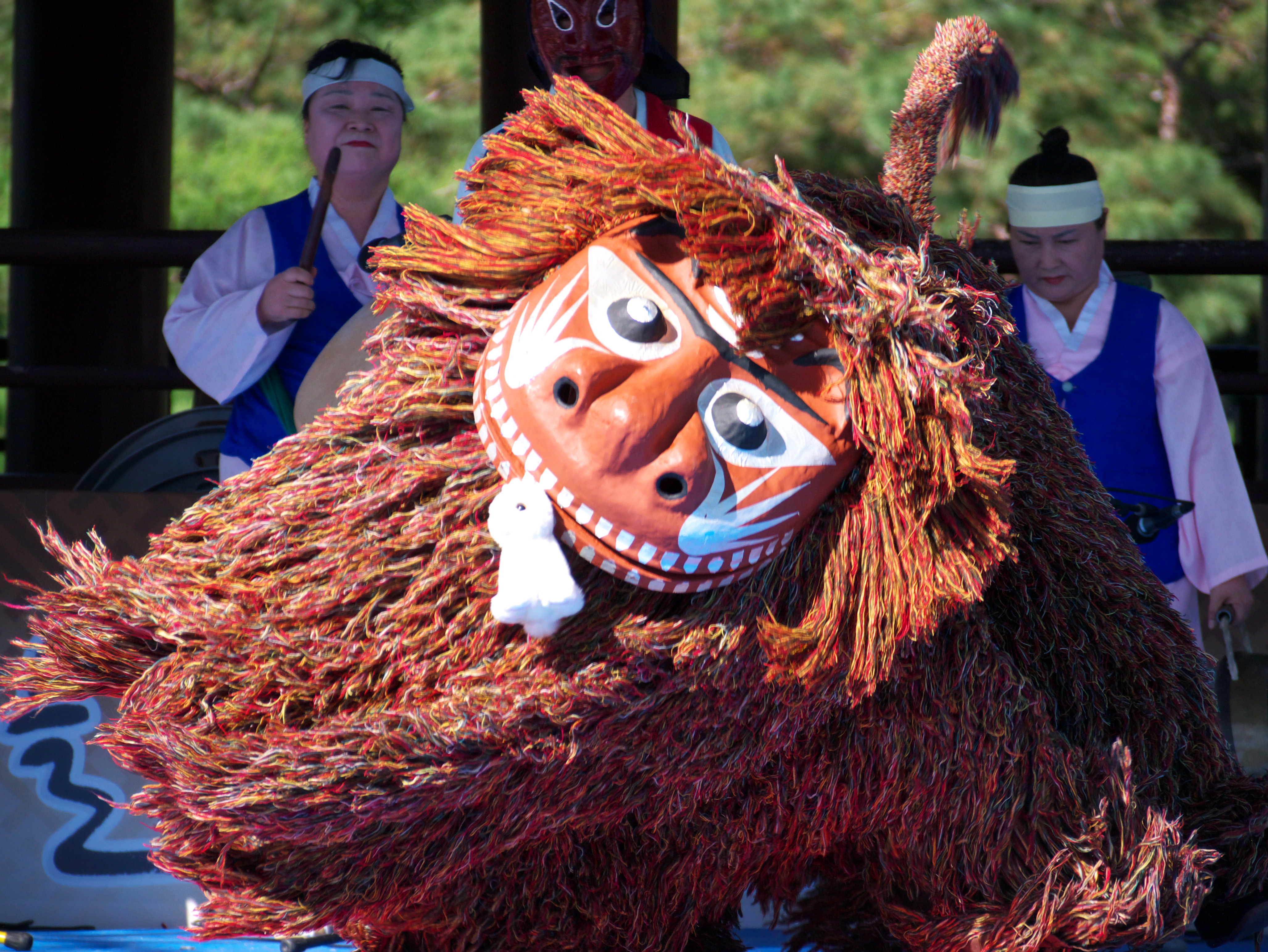
Bukcheong sajanoreum, danza del leone di Bukcheong.

La Bukcheong sajanoreum ("danza del leone di Buckheong") è una talchum nata nella provincia di Bukcheong dalla credenza popolare che i leoni abbiano il potere di allontanare i fantasmi malvagi e portare la pace, ed è molto diffusa in tre città coreane: Bukcheong-eup, Gaheomyun e Gutangcheon. Tradizionalmente, la danza del leone avviene il quindicesimo giorno del nuovo anno lunare. Prima dell'evento, i giovani uomini delle piccole città gareggiano con una torcia. La danza del leone inizia la quattordicesima notte del calendario lunare e continua fino all'alba del giorno successivo. I ballerini travestiti da leone, che danzano alzando e abbassando la testa ritmicamente, oppure muovendosi a zig zag, alla fine visitano la casa di una famiglia benestante. Se vengono invitati a entrare, seguono un itinerario di danza che passa per il giardino, la stanza principale, la cucina e di nuovo il giardino, più e più volte.

### Danze rituali
Le danze rituali coreane provengono dalle danze eseguite durante i rituali sciamanici, durante le processioni religiose, soprattutto buddhiste, e i vari rituali, come ad esempio quelli confuciani. Queste danze possono essere considerate la radice delle danze coreane contemporanee e la loro origine risale agli antichi rituali sciamanici. Durante il regno di Goguryeo, ogni ottobre si teneva un festival nazionale, chiamato Dongmaeng (동맹?), in cui dei e antenati venivano celebrati per placare le loro ire tramite canti e danze. Lo sciamano era colui che iniziava le cerimonie cominciando a ballare per primo, e il suo ballo passava gradualmente da passi semplici a passi sempre più complicati. Esisteva anche uno sciamano donna, chiamato Mudang. La Mudang aveva il compito di guarire gli ammalati o esorcizzare i demoni. La figura della Mudang ha influenzato, nei tempi moderni, la danza Mudangchum. Anche queste danze erano accompagnate da strumenti e musica e i contadini si esibivano con delle maschere.
Si riconoscono tre principali danze rituali nella tradizione coreana: la Ilmu (일무?), legata al Confucianesimo, la Jakbeop (작법?), legata al Buddhismo, e la Musokchum (무속춤?), legata allo Sciamanesimo. Nella Jaekbop si riconscono: la Beopgochum (법고춤?), la Nabichum (나비춤?), la Barachum (바라춤?), e la Seungmu (승무?).

### Danze tradizionali moderne

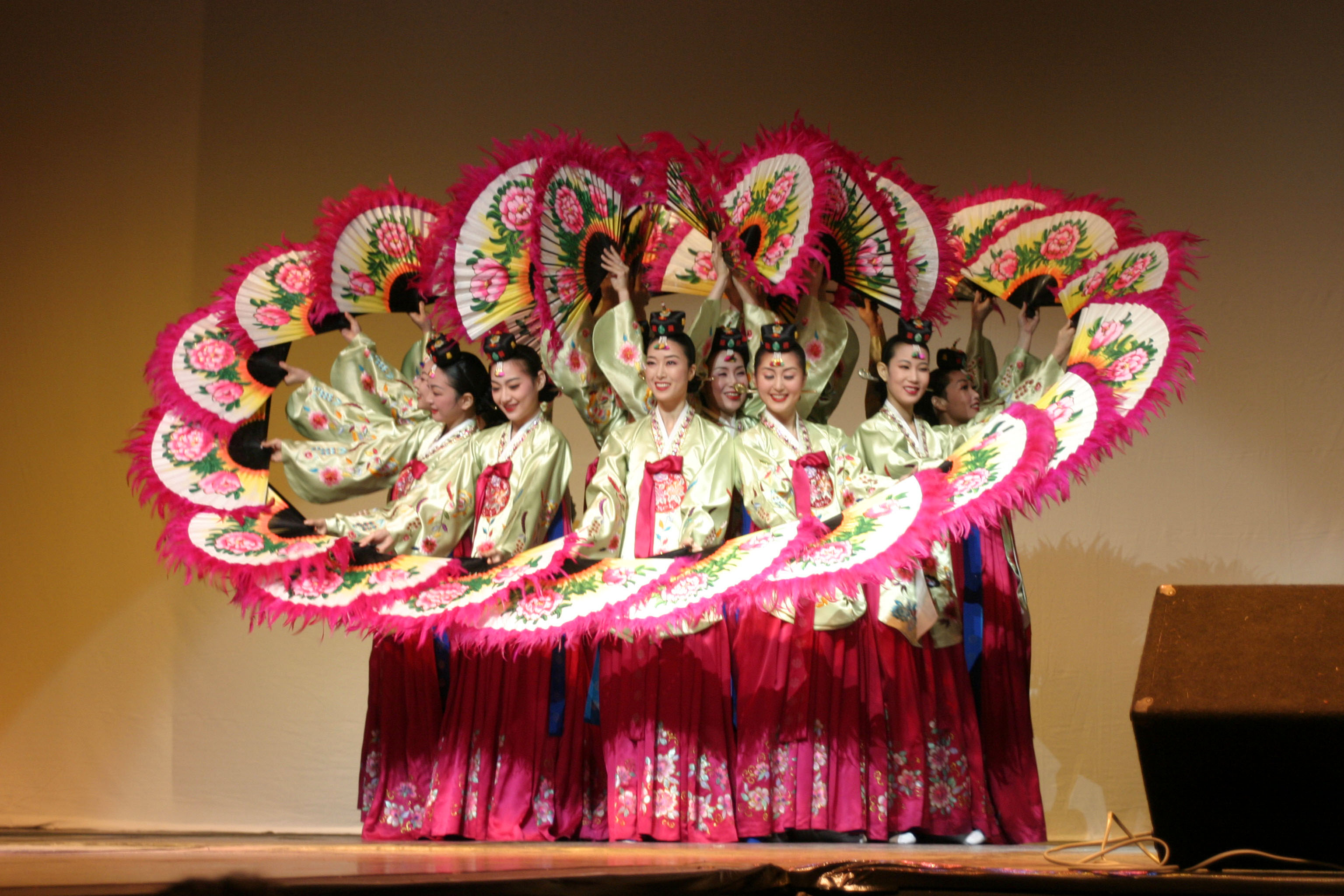
Buchaechum, danza dei ventagli.

- Samgomu: danza accompagnata dai tamburi. Questa danza deriva da un'antica tradizione buddhista, nella quale la ballerina è circondata da tre tamburi. Il ritmo diventa dinamico, dalle varie tecniche di batteria e movimenti di danza, creando una danza armoniosa. La Samgomu inizia lentamente e gradualmente assume un ritmo molto dinamico.[1]

- Buchaechum: la danza dei ventagli, tradizionalmente accompagnata da gruppi di ballerini coreani durante le festività e celebrazioni. I ballerini usano i ventagli colorati su cui vengono raffigurati fiori, in alternativa immagini ispirate dalla natura, come uccelli, farfalle e onde. Questa danza è di tipo neoclassico, basata su varie danze storiche e religiose. Questa tipologia di danza venne sviluppata da Kim Baek-dong nel 1954 sotto l'influenza della danza sciamanica coreana e della tradizionale esibizione di corte della dinastia Joseon. Le figure portanti sono gruppi di donne, vestite con costumi tradizionali coreani. La Buchacheum può essere accompagnata con minyo (canzoni folk), sanjo (strumento solista) e anche musiche rituali e di corte.